# Ніколас Бідл
Ніколас Бідл (англ. Nicholas Biddle; 8 січня 1786 — 27 лютого 1844) — президент (з 1822 року) Другого банку Сполучених Штатів.
На думку Вільяма Енгдаля
Ніколас Бідл, протидіючи президенту Джексону, організував загальнонаціональну рецесію Сполучених штатів 1834 долі (List of recessions in the United States).

## Походження й раннє життя
Ніколас Бідл народився в місті Філадельфії, штату Пенсільванія. Прадіди Бідла іммігрували в Пенсильванію й брали участь в передреволюційній колоніальній боротьбі.
Молодий Ніколас подавав великі сподівання в навчанні й був талановитим. Ніхто не сумнівався, що юнак міг стати добре освіченою людиною. Також фактом підтвердження його здатності до навчання став вступ в одну із престижних академій штату Пенсильванії в такому ранньому віці.
У зв'язку з його швидким хистом в процесі навчання й відмінної успішності в навчанні, він вступив в Університет штату Пенсільванії у віці 10 років.
Коли університет відмовився в присвоєнні наукового ступеня підліткові, Ніколас перейшов у Принстонський університет і успішно закінчив його в 1801 році, у віці 15 років.
Його старший брат Томас Бідл (англ. Thomas Biddle) був героєм війни 1812 року. Він був у добрих стосунках зі своїм молодшим братом. Про це свідчить також те, що Томас був би готовий умерти в дуелі, захищаючи честь свого брата Томаса.
Перш ніж він закінчив навчання з юриспруденції, йому офіційно запропонували роботу.
Перебуваючи на посаді секретаря Джона Армстронга й міністра закордонних справ США у Франції в одній особі, він виїхав за кордон в 1804 році, і був у Парижі під час коронації Наполеона.
Після цього він брав участь у перевірці відносно держ. закупівлі штату Луїзіани. Завдяки цьому він придбав свій перший досвід у фінансових справах.
Бідл багато подорожував Європою. По поверненню в Англію він служив як секретар при Джеймсі Монро. Пізніше він зайняв пост дипломатичного представника в Суді Сент-Джеймса (англ. the Court of St. James's). У місті Кембридж (англ. Cambridge) Бідл взяв участь у нараді із професорами Кембриджського університету для залучення їх в участі для порівняння сучасного грецького діалекту й древнього грецького діалекту, що використався давньогрецьким поетом Гомером. Дана дія привернула увагу Монро.
В 1807 році Томас Бідл вертається додому у Філадельфію. У того часу він починає практикуватися в написанні наукових статей на різні теми, але з юриспруденції.
Він стає членом редакційної колегії журналу «Фоліо», що видавалася з 1806 року по 1823 рік. В 1811 році він одружується з Джейн Крейг Маргарет (англ. Jane Margaret Craig), яка народилася в 1792 році. У них було шестеро дітей. В 1812 році, після смерті головного редактора Джозева Денні (англ. Joseph Dennie), Бідл взяв на себе відповідальність за випуск журналу й переїхав жити на вулицю 7 (англ. 7th St) поблизу Спрус-стріт (англ. Spruce Street).